# 전자입찰
전자입찰(電子入札) 또는 전자조달은  물품을 조달하거나 용역 또는 공사의 입찰을 공고하고 이를 신청하는 곳에 직접 방문하여 관련 서류를 낼 필요 없이 인터넷을 이용하여 입찰에 참여할 수 있는 입찰 방식이다.  전자입찰은 기존의 대면방식의 계약이나 현장 입찰과는 다르게 참가자격만 있다면 불특정 다수를 공간적 제약없이 공정하게 입찰에 응하게 함으로써 낙찰자를 선정할 수 있는 방법으로 사용되고있다.
한편 전자입찰은 일반적으로 전자조달을 의미하며 전자경매와는 다르다.

## 설명
전자 조달(E-procurement, electronic procurement)은 기업 대 기업, 기업 대 소비자 또는 기업 대 정부 구매 및 공급품, 작업 및 서비스 판매이다. 전자 데이터 교환 및 전사적 자원 계획과 같은 정보 및 네트워킹 시스템에서도 이루어진다.
전자조달 가치사슬은 입고관리, 전자정보제공, 전자입찰, 전자경매, 공급업체 관리, 카탈로그 관리, 구매주문서 통합, 주문현황, 선적통지, 전자송장, 전자결제, 계약관리 등으로 구성된다. 인덴트(indent) 관리는 입찰 준비와 관련된 작업 흐름이다. 가치 사슬의 이 부분은 선택 사항이며 개별 조달 부서가 들여쓰기 프로세스를 정의한다. 작품 조달 시 행정 승인 및 기술 제재는 전자 형식으로 이루어진다. 물품 조달에서 들여쓰기 생성 활동은 온라인으로 수행된다. 단계의 최종 결과는 NIT 발행을 위한 입력으로 사용된다.
전자조달의 요소에는 정보 요청, 제안 요청, 견적 요청, RFx(이전 세 가지를 합친 것) 및 eRFx(RFx 프로젝트 관리용 소프트웨어)가 포함된다.
전자조달의 사용 증가와 함께 표준화에 대한 필요성도 대두되고 있다. 현재, 전자 비즈니스 경험의 풍부한 전통을 바탕으로 구축된 표준 프레임워크 기반의 개방형 확장 가능 마크업 언어 기반으로 전 세계적으로 개발된 하나의 표준이 있다. 이는 메시징, 레지스트리 및 저장소, 협업 프로토콜, 핵심 구성 요소 및 비즈니스 프로세스의 5개 계층으로 구성된다.

## 사용처
나라장터, 한국토지주택공사의 전자조달, 국토교통부의 공동주택관리정보시스템등이 이러한 전자조달방식을 통해 공정한 전자입찰을 구현하고 있다.

## 같이 보기
- 전자정부
- 주식공개매수
- 아웃소싱